# Governo Aznar II
Il Governo Aznar II fu l’esecutivo in carica nel Regno di Spagna dal 27 aprile 2000 al 17 aprile 2004 (sebbene dimissionario dal 14 marzo). Nato dal risultato delle elezioni del 2000, fu l’unico della VII legislatura. 
Il 17 aprile 2004, gli successe il Governo Zapatero I.

## Situazione parlamentare
| Camera                 | Collocazione     | Partiti                                                                                 | Seggi     |
| ---------------------- | ---------------- | --------------------------------------------------------------------------------------- | --------- |
| Congresso dei Deputati | Maggioranza      | PP (183)                                                                                | 183 / 350 |
| Congresso dei Deputati | Appoggio esterno | CiU (15), CC (4)                                                                        | 19 / 350  |
| Congresso dei Deputati | Opposizione      | PSOE/PSC (125), IU (8), EAJ/PNV (7), BNG (3), PA (1), ERC (1), EA (1), ICV (1), CHA (1) | 148 / 350 |

## Composizione
Partito Popolare (PP)
     Indipendenti
| Carica                              | Titolare                                                           | Titolare | Titolare                                                   | Partito      |
| ----------------------------------- | ------------------------------------------------------------------ | -------- | ---------------------------------------------------------- | ------------ |
| Presidente del Governo              |                                                                    |          | José María Alfredo Aznar López                             | PP           |
| Primo Vicepresidente                |                                                                    |          | Mariano Rajoy Brey (fino al 4 settembre 2003)              | PP           |
| Primo Vicepresidente                | Rodrigo de Rato Figaredo (dal 4 settembre 2003)                    |          |                                                            | PP           |
| Secondo Vicepresidente              |                                                                    |          | Rodrigo de Rato Figaredo (fino al 4 settembre 2003)        | PP           |
| Secondo Vicepresidente              | Francisco Javier Arenas Bocanegra (dal 4 settembre 2003)           |          |                                                            | PP           |
| Finanze                             |                                                                    |          | Cristóbal Ricardo Montoro Romero                           | PP           |
| Interno                             |                                                                    |          | Jaime Mayor Oreja (fino al 27 febbraio 2001)               | PP           |
| Interno                             | Mariano Rajoy Brey (dal 27 febbraio 2001 al 10 luglio 2002)        |          |                                                            | PP           |
| Interno                             | Ángel Jesús Acebes Paniagua (dal 10 luglio 2002)                   |          |                                                            | PP           |
| Giustizia                           |                                                                    |          | Ángel Jesús Acebes Paniagua (fino al 10 luglio 2002)       | PP           |
| Giustizia                           | José María Michavila Núñez (dal 10 luglio 2002)                    |          |                                                            | PP           |
| Affari esteri                       |                                                                    |          | Josep Piqué Camps (fino al 10 luglio 2002)                 | PP           |
| Affari esteri                       | Ana Isabel de Palacio y del Valle Lersundi (dal 10 luglio 2002)    |          |                                                            | PP           |
| Difesa                              |                                                                    |          | Federico Trillo-Figueroa Martínez-Conde                    | PP           |
| Sviluppo                            |                                                                    |          | Francisco Álvarez-Cascos Fernández                         | PP           |
| Scienza e Tecnologia                |                                                                    |          | Anna María Birulés i Bertrán (fino al 10 luglio 2002)      | Indipendente |
| Scienza e Tecnologia                |                                                                    |          | Josep Piqué Camps (dal 10 luglio 2002 al 4 settembre 2003) | PP           |
| Scienza e Tecnologia                | Juan Costa Climent (dal 4 settembre 2003)                          |          |                                                            | PP           |
| Ambiente                            |                                                                    |          | Jaume Matas i Palou (fino al 3 marzo 2003)                 | PP           |
| Ambiente                            | María Elvira Rodríguez Herrer (dal 3 marzo 2003)                   |          |                                                            | PP           |
| Istruzione, Cultura e Sport         |                                                                    |          | Pilar del Castillo Vera                                    | PP           |
| Lavoro e Affari sociali             |                                                                    |          | Juan Carlos Aparicio Pérez (fino al 10 luglio 2002)        | PP           |
| Lavoro e Affari sociali             | Eduardo Andrés Julio Zaplana Hernández-Soro (dal 10 luglio 2002)   |          |                                                            | PP           |
| Salute e Consumo                    |                                                                    |          | Celia Villalobos Talero (fino al 10 luglio 2002)           | PP           |
| Salute e Consumo                    | Ana María Pastor Julián (dal 10 luglio 2002)                       |          |                                                            | PP           |
| Agricoltura, Pesca ed Alimentazione |                                                                    |          | Miguel Arias Cañete                                        | PP           |
| Presidenza                          |                                                                    |          | Mariano Rajoy Brey (fino al 27 febbraio 2001)              | PP           |
| Presidenza                          | Juan José Lucas Giménez (dal 27 febbraio 2001 al 10 luglio 2002)   |          |                                                            | PP           |
| Presidenza                          | Mariano Rajoy Brey (dal 10 luglio 2002 al 4 settembre 2003)        |          |                                                            | PP           |
| Presidenza                          | Ángel Jesús Acebes Paniagua (dal 4 settembre 2003)                 |          |                                                            | PP           |
| Amministrazioni pubbliche           |                                                                    |          | Jesús María Posada Moreno (fino al 10 luglio 2002)         | PP           |
| Amministrazioni pubbliche           | Javier Arenas Bocanegra (dal 10 luglio 2002 al 4 settembre 2003)   |          |                                                            | PP           |
| Amministrazioni pubbliche           | Julia García-Valdecasas Salgado (dal 4 settembre 2003)             |          |                                                            | PP           |
| Portavoce del Governo               |                                                                    |          | Pío Cabanillas Alonso (fino al 10 luglio 2002)             | PP           |
| Portavoce del Governo               | Mariano Rajoy Brey (dal 10 luglio 2002 al 4 settembre 2003)        |          |                                                            | PP           |
| Portavoce del Governo               | Eduardo Andrés Julio Zaplana Hernández-Soro (dal 4 settembre 2003) |          |                                                            | PP           |

Fonte: